# Палата депутатів Румунії
Палата депутатів Румунії (рум. Camera Deputaților din România) — нижня палата парламенту Румунії. У поточному скликанні (2024—2028) до неї входить 330 депутатів.
Як і верхня палата, Сенат, Палата депутатів обирається шляхом загального, вільного, таємного і прямого голосування громадянами Румунії, які мають право голосу. Депутати обираються на чотирирічний термін за пропорційною системою. Палата депутатів Румунії розташована поруч з Сенатом Румунії в Палаці Парламенту в Бухаресті.
Палатою депутатів, як і Сенатом, керує Постійне бюро, що складається з Голови, віце-голів, секретарів та квестора.
Поточний склад Палати депутатів був обраний на парламентських виборах, які пройшли 1 грудня 2024 року.